# Braunlage
Braunlage é uma cidade da Alemanha localizada no distrito de Goslar, estado de Baixa Saxônia.